# Olaf Skavlan

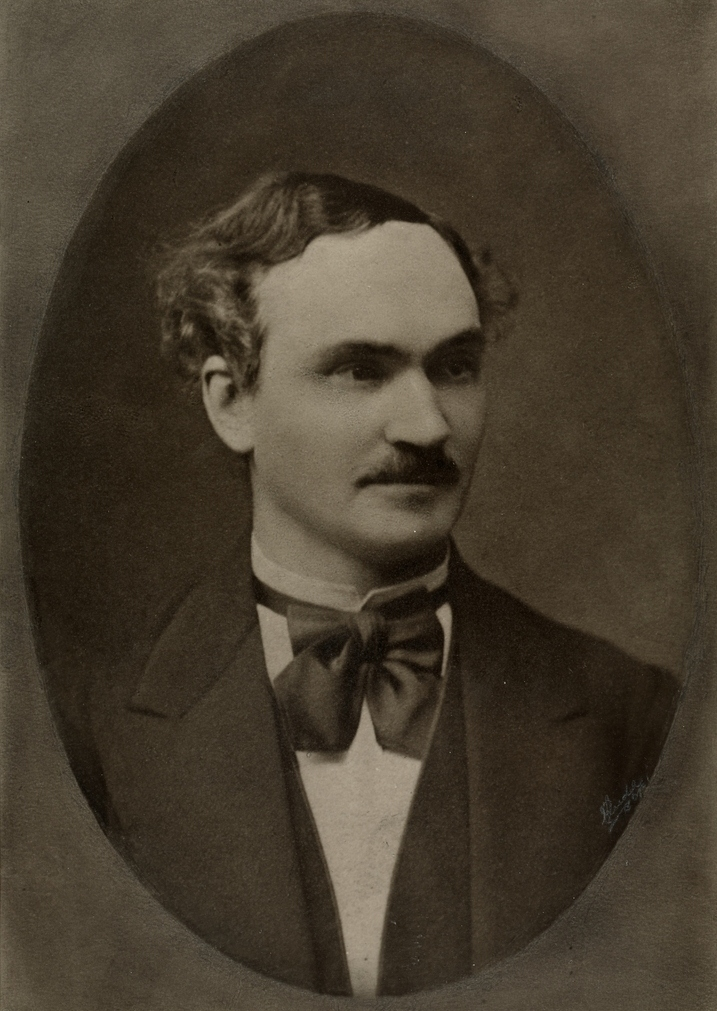
Olaf Skavlan cirka 1880 - 1885.

Olaf Skavlan, född 25 januari 1838 i Søndmøre, död 30 maj 1891 i Kristiania (nuvarande Oslo), var en norsk litteraturhistoriker, son till Aage Schavland, bror till Sigvald, Aage och Harald Skavlan.
Skavlan blev juris kandidat 1861, var 1867-68 konstnärlig direktör vid Kristiania teater, disputerade 1871 med Holberg som komedieforfatter (1872) och blev 1877 extra ordinarie professor i europeisk litteraturhistoria vid universitetet i Kristiania. Efter hans död
utgavs Henrik Wergeland (1892), uppsatser och förarbeten till en brett anlagd monografi.
Skavlan startade 1862 skämtbladet "Vikingen". Tillsammans med J.E. Sars gav han ut "Nyt tidsskrift" från 1882 till 1887. Han skrev även
satiriska och humoristiska tillfällighetspjäser, som parodin på Ibsens "Gildet paa Solhaug", Gildet paa Mærrahaug (uppförd 1858; tryckt 1876 och 1908), Babels taarn (tryckt 1891) med mera.